# Windows Phone 8.1
Windows Phone 8.1 é a quarta geração do sistema operacional mobile Windows Phone, desenvolvido pela Microsoft, sucedendo ao Windows Phone 8. Foi lançado sua versão preview em 14 de abril de 2014, lançado para o público em geral no dia 15 de julho de 2014.
Todos os dispositivos com o Windows Phone 8 instalado podem ser atualizados para o Windows Phone 8.1.

## História
O Windows Phone 8.1 (codinome: Windows Phone Blue), era uma atualização do sistema operacional mobile da Microsoft, a ser lançada junto com o Windows 8.1. Anteriormente planejado para ser lançada no segundo semestre de 2013, a Microsoft decidiu lança-lá somente no primeiro semestre de 2014. Para não deixar os usuários esperarem um ano para atualizar seus dispositivos, a Microsoft decidiu implementar três atualizações ao Windows Phone 8. Juntos, estas três atualizações, foram lançadas em Dezembro de 2012, Julho de 2013 e Outubro de 2013, somente não consertou falhas, mas adicionou funcionalidades projetadas para Windows Phone 8.1, incluindo o DataSense para todos os dispositivos, suporte a processadores quad-core, suporte a resolução 1080p, suporte a tela de até 6 polegadas, "Modo Dirigir", suporte a três colunas de "live tiles" para dispositivos "phablets".
O sistema operacional foi revelado ao público, quando, por algum motivo, vazou na Internet o Windows Phone 8.1 SDK, em 10 de Fevereiro de 2014. Poucas horas após o vazamento, vários detalhes e screenshots do SDK foram postados na Internet.
Foi anunciado oficialmente no dia 2 de Abril de 2014, durante a Build 2014 em San Francisco, Califórnia. No dia 14 de Abril de 2014, foi liberado para os desenvolvedores em sua versão preview. E, segundo rumores, planeja-se ainda mais duas atualizações para o Windows Phone 8.1 em 2014.

### Atualização 1
Atualização 1 foi ao ar em 4 de agosto de 2014 para os usuários que participam do Programa Preview For Developers do Windows Phone,  é o primeiro das duas grandes atualizações para o Windows Phone 8.1 em 2014, acrescenta nova linguagem e suporte para a nova região do Cortana, a opção de organizar aplicativos em pastas na tela inicial, o encaminhamento de SMS de várias mensagens, melhorias para Xbox Music, uma telha ao vivo para o Windows Phone Store e uma opção para aplicações sandboxing. A Microsoft fez alterações para o Internet Explorer Mobile, que traz a experiência do navegador mais perto de acordo com as experiências sobre Safari (iOS) e Chrome (Android). Para conseguir isso, a Microsoft se afastou de padrões abertos e adotou características não-padrão utilizados no Safari e Chrome, navegador de detecção implementados, melhor renderização de páginas, detectando características ligado do WebKit, trouxe suporte para HTML 5, e questões de interoperabilidade fixos com código HTML ruim. Além disso, a atualização 1 também inclui uma nova VPN e apresenta Bluetooth para usuários corporativos, bem como apoio para casos interativos, como "Dot View" caso da HTC, maiores "phablet" resoluções de tela como 1280x800, 540x960 QHD e 1280x768 e o padrão Qualcomm QuickCharge 2.0. Ele também remove o suporte de pesquisa do Google em alguns mercados.

### Atualização 2
A atualização 2 foi ao ar no dia 11 de abril de 2015 pelo programa Windows Insider, para usuários testarem antes do lançamento as atualizações da Microsoft. Ela trouxe algumas novidades como: suporte para teclados Bluetooth, as configurações agora podem ser pesquisadas e classificadas de acordo com sua função, além de pequenas mudanças, como o "Todos os Aplicativos" na parte inferior direita da tela inicial (antes, era apenas uma seta).

## Funcionalidades
Foram incluídas no Windows Phone 8.1 muitas novas funcionalidades, descobertas na SDK em 10 de Fevereiro.

### Cortana
Cortana é uma assistente pessoal virtual adicionado ao Windows Phone 8.1, similar aos concorrentes Google Now e Apple Siri. O nome Cortana deriva-se da franquia de jogos Halo exclusiva dos consoles Xbox e PC. Entre suas funcionalidades estão a capacidade de adicionar lembretes, capacidade de reconhecimento de linguagem natural da voz sem precisar falar frases pré-determinadas e realizar perguntas sobre eventos do cotidiano (exemplo: perguntar sobre o clima, localização, condição do tráfego, esportes, entre outros...).
Usando uma funcionalidade especial, a assistente Cortana, possui um "Notebook", onde ela automaticamente armazena informações importantes e interesses sobre o usuário com base no uso e permitir que o usuário insira informações pessoais adicionais, como horas de silêncio e amigos próximos que estão autorizados a alertar o usuário durante estas horas de silêncio. Os usuários também podem excluir informações do "Notebook" se considerarem indesejáveis.
Várias funcionalidades da ferramenta Bing SmartSearch foram implementada na assistente pessoal, com qual substituiu o antigo app Bing Search quando o usuário acionava o botão "Pesquisa" em seu dispositivo.
Lançada em versão Beta nos Estados Unidos, esperasse ser lançada ao público em geral no segundo semestre de 2014, nos EUA, seguido pelo Reino Unido e China e outros países em 2015.

### Web
Foi adicionado uma versão mobile do Internet Explorer 11 como navegador padrão, incluindo várias funcionalidades da versão para desktops, sendo o suporte a WebGL e normal mapping, um novo player de vídeos do YouTube com suporte a vídeos HTML5 e legendas.

### Multitarefas
Baseando-se em melhorias feitas na terceira atualização do Windows Phone 8, foi adicionado o suporte ao fechamento dos aplicativos em segundo plano apenas deslizando o dedo para baixo no multitarefas, similar ao multitarefas do Android. Pressionando o botão "Voltar" suspende o aplicativo, tendo que entrar no multitarefas para fecha-lo totalmente.